# The Rumble in the Jungle

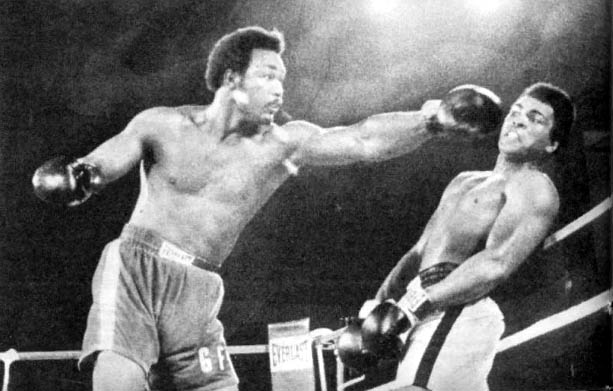
Foreman tentando acertar Muhammad Ali.

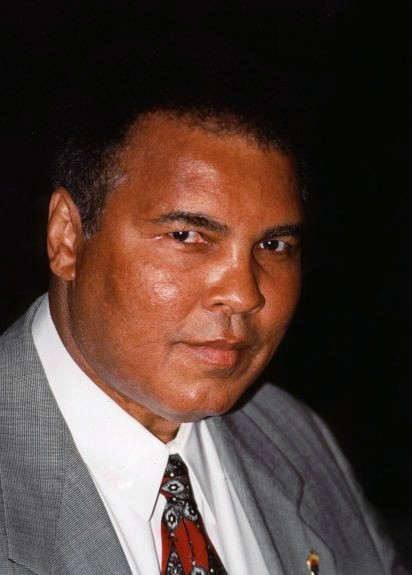
Muhammad Ali, o vencedor da luta.

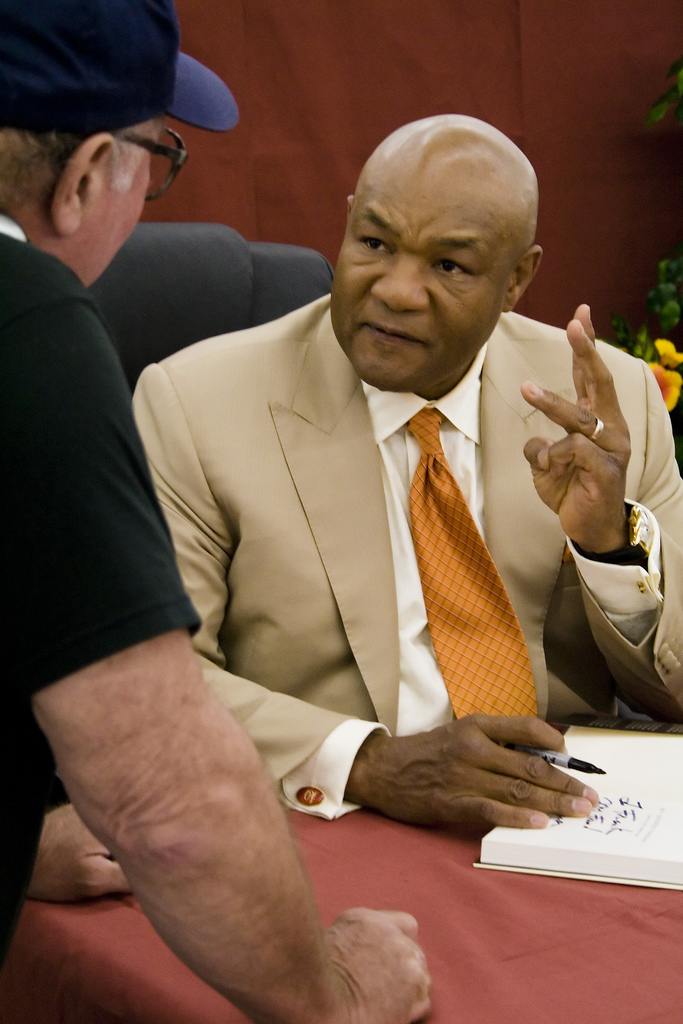
George Foreman, o perdedor da luta.

George Foreman vs. Muhammad Ali, chamado de The Rumble in the Jungle (em português:  A luta na floresta) foi uma famosa superluta de boxe que ocorreu em 30 de outubro de 1974, no Estádio 20 de Maio (atualmente chamado de Stade Tata Raphaël) em Quinxassa, no Zaire (atual República Democrática do Congo), entre o campeão invicto e indiscutível dos pesos pesados George Foreman e Muhammad Ali. O público pagante na luta foi de 60 000 pessoas, e é estimado que quase 60% da população mundial ligou a televisão para ver um pouco da luta em pelo menos um momento. Ali venceu por nocaute no oitavo round. O evento foi parcialmente custeado pelo ditador congolês Mobutu Sese Seko, que desejava a publicidade que um evento tão importante para ajudar na imagem do seu regime.
Foi chamado de, discutivelmente, "o maior evento esportivo do século XX", com a luta sendo considerada uma grande "zebra", com Ali sendo considerado um "azarão" por uma margem de 4—1 contra o invícto Foreman. A luta é famosa pela introdução de Ali de sua tática rope-a-dope.
Algumas fontes estimam que a luta foi assistida por até um bilhão de telespectadores em todo o mundo, tornando-se a transmissão de televisão ao vivo mais assistida do mundo na época. Isso incluiu um recorde estimado de cinquenta milhões de telespectadores assistindo a luta pelo pay-per-view ou circuito fechado de televisão. A luta arrecadou cerca de US$ 100 milhões de dólares (US$ 500 milhões ajustado pela inflação) em renda pelo mundo. Décadas depois, a luta seria tema do documentário When We Were Kings, que acabou vencendo o Óscar.

## Obras sobre o evento
- The Fight, livro de Norman Mailer (1975)
- When We Were Kings, filme de Leon Gast (1996)
- Ali, filme de Michael Mann (2001)